# 朱无难
朱无难（1920年—2019年3月15日），男，湖南长沙人，中国消化病学专家、医学教育家，曾任复旦大学附属中山医院教授、博士生导师。